# Pałecznik brązowy
Pałecznik brązowy (Calicium salicinum Pers.) – gatunek grzybów należący do rodziny pałecznikowatych (Caliciaceae). Ze względu na współżycie z glonami zaliczany jest do grupy porostów >.

## Systematyka i nazewnictwo
Pozycja w klasyfikacji według Index Fungorum: Calicium, Caliciaceae, Caliciales, Lecanoromycetidae, Lecanoromycetes, Pezizomycotina, Ascomycota, Fungi.
Synonimów ma 17.
Nazwa polska według W. Fałtynowicza.

## Morfologia
Na podłożu tworzy cienką, skorupiastą plechę i owocniki. Plecha jest jednolita lub delikatnie spękana, czasami słabo widoczna, ma pomarszczoną lub ziarenkowatą powierzchnię i białawą lub szarawą barwę. Zawiera glony protokokkoidalne. Owocniki typu mazaediowego składają się z trzonka i główki. Trzonek ma wysokość 1-2, rzadko do 4 mm i lśniącą lub matową powierzchnię o barwie czarnej, tylko pod główką brązowej. Główka ma średnicę 0,3-0,6 mm, początkowo jest kulista, później kieliszkowata. Jej powierzchnia jest czarna, na bokach i dolnej części rdzawo lub ciemnobrązowo przyprószona. Mazaedium czarne, lekko wypukłe lub płaskie, nagie lub szarawo przyprószone. Ekscypulum czarne. Askospory dwukomórkowe, elipsoidalne, o rozmiarach 8–14 × 4–7 μm. Dojrzałe mają barwę od szarozielonej do ciemnobrunatnej, mają siateczkowate zgrubienia i są na przegrodzie przewężone.

## Występowanie i siedlisko
Gatunek kosmopolityczny, rozprzestrzeniony na całej kuli ziemskiej. Poza Antarktydą występuje na wszystkich kontynentach oraz na wielu wyspach. W Europie na północy występuje po 69 stopień szerokości geograficznej na Półwyspie Skandynawskim. W Polsce występuje na obszarze całego kraju. W górach jest częsty, na niżu rzadki.
Rośnie głównie na korze drzew, rzadziej na drewnie. Zasiedla drzewa liściaste, rzadziej iglaste, rosnące w świetlistych siedliskach, zwłaszcza w luźnych starodrzewach.